# Йосси и Джаггер
«Йосси и Джаггер» (англ. Yossi & Jagger; ивр. יוסי וג'אגר‎) — драма режиссёра Эйтана Фокса, основанная на реальных событиях.

## Сюжет
Действие происходит в армейском форпосте в Южном Ливане. Йосси – офицер пехоты, Лиор — его подчинённый (младший командир).  Сослуживцы называют Лиора Джаггером за его сходство с рок-звездой. Йосси и Лиор любят друг друга. Йосси –  мужественный, жёсткий, не склонный к сентиментальностям. Лиор – утончённый, весёлый, попавший в армию не по своей воле,  мечтающий о путешествии по Дальнему Востоку. Джаггер уговаривает Йосси уволиться из армии и поехать для начала в курортный Эйлат. 

Однажды полковник (Шарон Рагиниано) привозит  на базу двух девушек-солдат.  Одна из них, красавица Ели, по уши влюбляется в Джаггера.  Она отказывается от сексуальных домогательств Офира  (Асси Коэн), который  всё время пытается дать ей понять, что Джаггеру она не нужна и что шансов у неё никаких… 

Любовь любовью, а война и террористы вскоре напоминают о себе. В ночь перед  очередным боевым заданием, Лиор вдруг в шутливой форме заговаривает с Йосси о смерти и увечьях. Он словно предчувствовал, что через несколько часов подорвётся на мине и погибнет. Джаггер умирает на руках Йосси, который только сейчас  в эти последние мгновения и смог сказать: «Я тебя люблю».

На похоронах в доме родителей Джаггера его мать по ошибке принимает Ели за его девушку.  Она сожалеет, что не знает, какая у сына была любимая песня.  Йосси говорит, что любимой песней Джаггера была песня "Твоя душа" в исполнении Риты (Rita Yahan-Farouz).

## В ролях
| Актёр                         | Роль           |
| ----------------------------- | -------------- |
| Охад Кноллер (Ohad Knoller)   | Йосси          |
| Йехуда Леви (Yehuda Levi)     | Джаггер (Лиор) |
| Асси Коэн (Assi Cohen)        | Офир           |
| Ая Стейновиц (Aya Steinovitz) | Ели            |
| Ювал Сэмо (Yuval Semo)        | Психо          |
| Янив Моял (Yaniv Moyal)       | Самонча        |

## Сиквел
В 2012 году вышло продолжение оригинальной ленты — фильм «История Йосси» (ивр. הסיפור של יוסי‎), повествующий о встрече Йосси с матерью Джаггера десять лет спустя после событий первого фильма.

## Критика и призы
- Израильская Армия не оказала никакой помощи в съемках фильма. Несмотря на это, «Йосси и Джаггер» был популярен в Израиле и позже демонстрировался на военных базах[4].
- Сайт «Rotten Tomatoes», подсчитывающий рейтинг популярности фильмов, сообщил, что 90 % критиков дали положительные отзывы на фильм (подсчет основан на выборке из 40 критиков)[5].
- На сайте «Metacritic» (который подсчитывает рейтинг из 100 возможных баллов на основе отзывов основных критиков) фильм получил средний балл 71, основанный на 20 отзывах критиков[6].
- Актёр Охад Kноллер получил приз в номинации «лучшая мужская роль» в 2003 году на кинофестивале в Трайбеке за роль Йосси.